# Pogonias courbina
La corvina negra (Pogonias courbina), también denominada comúnmente roncadora, es una de las 2 especies vivientes que conforman el género de peces esciénidos marinos o de aguas salobres Pogonias. Habita en aguas templadas a templado-cálidas de las costas orientales de América del Sur.

## Taxonomía
Descripción original
Esta especie fue descrita originalmente en el año 1803 por el zoólogo, político y músico francés Bernard Germain Étienne de Laville-sur-Illon, conde de Lacépède, empleando el nombre de Pogonathus courbina.
Etimología
Etimológicamente, el término genérico Pogonias deriva de la palabra del idioma griego pogon, que significa ‘barba’, en alusión a las numerosas rebarbas que presentan estos peces bajo su boca. El epíteto específico courbina refiere a la similitud de este pez con otros así denominados en el Mediterráneo.
Localidad de la descripción original
El ejemplar holotipo que sirvió originalmente para describir a la especie fue recogido en el año 1767 en las aguas del Río de la Plata por el naturalista francés Philibert Commerson; este espécimen nunca se ilustró, pero pertenece inequívocamente al género Pogonias por el gran número de barbillas mandibulares (24).
Localidad y ejemplar neotipo
La localidad tipo del neotipo es: “océano Atlántico en San Clemente del Tuyú (fuera del Río de la Plata), en las coordenadas: 36°21′S 56°43′O / -36.350, -56.717, Provincia de Buenos Aires, Argentina”.
El neotipo es el catalogado como: UNMDP 4874; se trata de un espécimen adulto el cual midió 488 mm de longitud estándar. Fue capturado por M. Delpiani el 12 de diciembre de 2017. Se encuentra depositado en la colección de ictiología de la Universidad Nacional de Mar del Plata (UNMDP), situada en la ciudad argentina homónima.

### Historia taxonómica
Tradicionalmente, el género Pogonias era considerado como monotípico, al estar integrado solo por la especie Pogonias cromis, nombre bajo el cual se incluían todas las poblaciones del Atlántico, desde Canadá por el norte hasta la Argentina por el sur. En el año 2019, una publicación de los investigadores María de las Mercedes Azpelicueta, Sergio Matías Delpiani, Alberto Luis Cione, Claudio Oliveira, Alexandre Pires Marceniuk y Juan Martín Díaz de Astarloa, demostró que, por morfología y evidencia molecular, las poblaciones del Atlántico Sur pertenecían a una especie distinta a las del Atlántico Norte, por lo que rehabilitaron de la sinonimia de Pogonias cromis a Pogonathus courbina (Pogonias courbina), además de realizar una nueva redescripción del taxón y de designar un neotipo.

## Características
El tamaño máximo registrado en Pogonias courbina fue de 117 cm de longitud, con un peso máximo de 48,1 kg y una edad máxima de 57 años, madurando sexualmente a la edad de entre 3 y 5 años.
Los ejemplares adultos son de colores plateado, gris-oscuro a negruzco, mientras que los juveniles presentan un fondo claro sobre el cual se disponen algunas bandas verticales oscuras.

## Distribución geográfica y hábitat
Pogonias courbina se distribuye a lo largo de la región sudoccidental del océano Atlántico, desde el estado brasileño de Río de Janeiro por todo el sur de ese país y Uruguay hasta las costas de las provincias argentinas de Buenos Aires, Río Negro y Chubut (en el golfo San Matías).
Su geonemia se encuentra separada por un hiato de 8000 km de la especie estrechamente relacionada Pogonias cromis, que habita a partir de las costas del golfo de México, en el este de México y de Estados Unidos.
Pogonias courbina es un pez marino, que también frecuenta estuarios y aguas salobres. Se encuentra generalmente en aguas costeras, poco profundas, con lecho de arena o lodo arenoso, especialmente en zonas donde desembocan grandes ríos o lagunas.

## Costumbres
En estado adulto Pogonias courbina se alimenta de peces, moluscos y crustáceos, a los que tritura con sus fuertes dientes. Para mantenerse en contacto, emiten sonidos similares a ronquidos, los que son audibles desde fuera del agua. Por el buen sabor de su carne, su importante talla y el combate que ofrece al ser capturada, es un pez muy buscado para la práctica de la pesca deportiva. También son capturadas en gran número por flotas de pesca comercial, lo cual la ha llevado a ser considerada una especie amenazada.